# Carré magique (mathématiques)
Pour les articles homonymes, voir Carré magique.

Un exemple de carré magique normal d’ordre 3 et de constante magique 15.

En mathématiques, un carré magique d’ordre n est composé de n2 entiers strictement positifs, écrits sous la forme d’un tableau carré. Ces nombres sont disposés de sorte que leurs sommes sur chaque rangée, sur chaque colonne et sur chaque diagonale principale soient égales. On nomme alors constante magique (et parfois densité) la valeur de ces sommes.
Un carré magique normal est un cas particulier de carré magique, constitué de tous les nombres entiers de 1 à n2, où n est l’ordre du carré.

## Histoire
Les carrés magiques étaient connus des mathématiciens chinois, à partir de 650 av. J.-C., et des mathématiciens arabes, probablement vers le VIIe siècle, lorsque les armées arabes firent la conquête du nord-ouest de l'Inde, apprenant des mathématiciens indiens, ce qui incluait certains aspects de la combinatoire. Les premiers carrés magiques d'ordres 5 et 6 apparurent dans une encyclopédie publiée à Bagdad vers 983, l’Encyclopédie de la Fraternité de la pureté (Rasa'il Ikhwan al-Safa). Des carrés magiques plus simples étaient connus de plusieurs mathématiciens arabes antérieurs. Quelques-uns de ces carrés furent utilisés en conjonction avec des « lettres magiques » par des illusionnistes et des magiciens arabes.
Les Arabes seraient les premiers, au Xe siècle, à les utiliser à des fins purement mathématiques. Ahmad al-Buni, vers 1250 leur attribue des propriétés magiques.
En Chine, ils furent représentés par différents symboles (ainsi en est-il par exemple du carré Xi'an), puis symbolisés par des chiffres en Inde où furent inventés les chiffres arabes. On les retrouve dans de nombreuses civilisations d'Asie et d'Europe avec généralement une connotation religieuse.
En 1510, le philosophe allemand Cornelius Agrippa (1486-1535), parle de nouveau des carrés magiques, avec toujours une connotation religieuse, il écrit un traité De Occulta Philosophia où il expose une théorie mêlant astrologie et carrés magiques. S'appuyant sur les écrits de Marsile Ficin et de Jean Pic de la Mirandole, il explique les propriétés de sept carrés magiques d'ordre 3 à 9, chacun étant associé à l'une des planètes astrologiques. Cet ouvrage eut une influence marquée en Europe jusqu'à la Contre-Réforme. Jérôme Cardan (Practica arithmetica et mensurandi singulari, 1539) puis Athanasius Kircher (Œdipus Ægyptiacus, 1653) poursuivent la même analogie entre l'arithmétique et l'ordre cosmique des planètes. Les carrés magiques d'Agrippa continuent à être utilisés lors de cérémonies magiques modernes selon ce qu'il a prescrit,.
Simon de La Loubère, diplomate et mathématicien français, publie en 1691 Du Royaume de Siam. Il introduit pour la première fois dans la langue française le terme « carré magique », et expose une nouvelle méthode de construction, dite « méthode siamoise », permettant de construire des carrés d'ordre impair arbitraire.
Au XVIIe siècle, le juriste et mathématicien français Pierre de Fermat étend le principe des carrés magiques aux cubes magiques. Bernard Frénicle de Bessy écrit un traité sur les carrés magiques (rédigé dans les années 1640, mais publié à titre posthume en 1693) et des tables pour tous les carrés d'ordre 4.

## Propriétés

Le seul carré magique normal d'ordre 3 est le carré de Luo Shu (tous les autres sont obtenus par réflexion ou rotation).

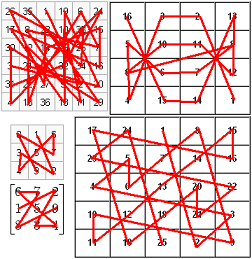
Graphes superposés sur des grilles de carrés magiques. Les tracés présentent des propriétés de symétrie centrale.

Il existe des dispositions magiques pour tout carré d'ordre n ≥ 1. Le carré d'ordre 1 est trivial, n'importe quel nombre indiqué dans l'unique case permet de satisfaire les règles. Le carré d'ordre 2 est également trivial puisqu'il n'est possible qu'en répétant le même nombre dans les quatre cases. Le plus petit cas non trivial est le carré d'ordre 3 (à l'exception des carrés contenant partout le même nombre).
Tout carré magique d'ordre 3 s'écrit comme somme d'une matrice circulante et d'une matrice anticirculante. Cette décomposition n'est pas unique et n'a plus lieu dans les dimensions supérieures.
La constante magique d'un carré magique normal dépend uniquement de n et vaut : n(n2 + 1)/2. En fonction de l'ordre n = 3, 4, 5, 6, 7, 8… elle vaut ainsi : 15, 34, 65, 111, 175, 260…. En excluant les rotations et les réflexions, le nombre de carrés magiques normaux pour les dimensions 1 à 5 est donné par la suite : 1, 0, 1, 880, 275 305 224. Le nombre de carrés magiques pour les dimensions supérieures était inconnu en 1999, et l'est probablement toujours en 2016. Pour information, Pinn et Wieczerkowski en 2004 estiment que pour le carré magique d'ordre 6, le nombre est d'environ 0,17 × 1020, soit plus de 10 milliards de milliards.
Si l'on relie les nombres de certains carrés magiques dans l'ordre croissant, on obtient une figure qui présente une symétrie centrale (voir image ci-contre). Cette propriété est fausse dans le cas général.

## Opérations
Les sommes des deux carrés magiques des mêmes ordres donnent également des carrés magiques, mais le résultat n'est pas normal, c'est-à-dire que les nombres ne forment pas la suite 1, 2, 3... Également, la différence de deux carrés magiques du même ordre donne également un carré magique, mais qui n'est pas normal.
Le « produit » de deux carrés magiques crée un carré magique d'ordre supérieur aux deux multiplicandes. Ce produit s'effectue ainsi. Soit les carrés magiques M et N :
1. Le carré final sera d'ordre M×N.
2. Diviser le damier final en N×N sous-damiers de M×M cases.
3. Dans le carré N, réduire de 1 la valeur de tous les nombres.
4. Multiplier ces valeurs réduites par M×M. Les résultats sont reportés dans les cases de chaque sous-damier correspondant du carré final.
5. Les cases du carré M sont additionnées N×N fois aux cases du damier final.

Soit à effectuer le « produit » de ces deux carrés magiques, un de 3×3 et l'autre de 4×4. Le carré magique final sera de 12×12.

Le carré magique de 3×3 est remplacé par le produit 3×3, alors que chaque nombre du carré 4×4 est diminué de 1. Le damier final, de taille 12×12, est divisé en 4×4 sous-damiers, chacun ayant 3×3 cases. Chacune de ses cases s'obtient en multipliant 3×3 par l'une des cases du carré magique 4×4 « diminué ». Par exemple, 117 est le produit 3×3×13. Ce carré est magique, mais n'est pas normal. La prochaine étape va « corriger » cette « anomalie ».

Après 4×4 additions du carré 3×3, le carré final est magique et normal.

La multiplication de carrés magiques permet de générer des carrés magiques de plus grandes tailles. Cette technique produit plus rapidement des carrés de grande taille que la construction à l'aide de l'une des méthodes directes (celles de La Loubère ou de Strachey, par exemple).

## Méthodes de construction
En 1976, Benson et Jacoby ont publié une méthode qui s'applique tant aux carrés magiques d'ordre pair que d'ordre impair. Elle est cependant plus difficile à appliquer que d'autres méthodes « spécialisées ». Pour cette raison, elle ne sera pas expliquée dans cet article.
Il existe plusieurs méthodes directes pour construire les carrés d'ordre impair et les carrés d'ordre pair,. Parmi les méthodes de construction indirectes, il en existe au moins trois. La multiplication de carrés magiques en est une (voir la section Opérations). Si un carré magique est déjà construit, il est possible d'en dériver d'autres par permutations de ses colonnes et de ses rangées. Finalement, il est possible d'en créer un en « bordant » un carré magique déjà construit : c'est le carré magique à enceinte.

### Ordre impair

#### Ordre 3
Au XIXe siècle, Édouard Lucas a trouvé une formule générale pour les carrés magiques d'ordre 3. Avec a, b et c des entiers relatifs:
| c + a     | c – a – b | c + b     |
| c – a + b | c         | c + a – b |
| c – b     | c + a + b | c – a     |

Ces 9 nombres seront entiers et distincts formant un carré magique si 0 < a < b < c – a et b ≠ 2a. De plus, tout carré 3 × 3 de nombres entiers positifs distincts est de cette forme. Le carré magique normal d'ordre 3 correspond à a = 1, b = 3, c = 5. Le Kuberakolam (en) (un ancien carré magique indien) s'en déduit en ajoutant 19 dans chaque case donc correspond à a = 1, b = 3, c = 24.

#### Méthode du damier crénelé
Cette méthode de construction a été publiée en 1612 par Claude-Gaspard Bachet de Méziriac dans Problèmes plaisants et délectables qui se font par les nombres. Elle se base sur un damier crénelé.
Par exemple, pour un carré magique de côté 5 : 

Premières étapes de construction d'un carré magique d'ordre 5. Chaque diagonale allant de gauche à droite comporte un entier unique en ordre croissant. Ensuite, le contour du carré magique final est esquissé.

Dernières étapes de construction d'un carré magique d'ordre 5. Chaque case qui se trouve en dehors du contour est déplacée de cinq places en direction du centre. Une fois les déplacements effectués, le carré magique final est complet.

#### Méthode siamoise
La méthode siamoise a été introduite en France par Simon de La Loubère en 1688 alors qu'il revenait de son ambassade au Siam.

Construction d'un carré magique d'ordre impair selon la méthode siamoise.
Dans cet exemple, le carré est rempli selon les diagonales nord-est (NE), mais elles pourraient être parallèles à sud-est (SE), à sud-ouest (SO) ou à nord-ouest (NO).
1) Placer le 1 tel que montré.
2) Décaler d'une case vers la droite puis d'une case vers le haut pour le 2, et ainsi de suite pour le 3, puis le 4, etc.
3) Si la pointe de la flèche sort du carré, revenir de l'autre côté, comme si le carré était enroulé sur un tore.
4) Si la prochaine case est occupée, décaler d'une case vers le bas.

Un carré magique d'ordre 5 construit selon la méthode de Moschopoulos.

La méthode exposée par La Loubère peut être généralisée. Supposons que nous nous déplacions dans un plan cartésien. Dans la figure plus haut, aller en diagonale vers la droite et vers le haut revient à effectuer la translation (1, 1). Lorsqu'il y a une collision, c'est-à-dire que la prochaine case est occupée, il y a une translation (0, –1). Philippe de La Hire a établi les conditions pour lesquelles un carré d'ordre N est magique. Les coordonnées du vecteur « déplacement » (C, L) et du vecteur « collision » (C + c, L + l) doivent respecter les conditions suivantes, :
1. C, c, L et l sont des entiers relatifs non nuls (par exemple, –7, 9 ou 4), mais leur somme peut être nulle (par exemple, C = –6 et c = 6).
2. C, c, L et l sont tous premiers avec N (par exemple, 3 est premier avec 11, mais pas avec 15).
3. (C × l) – (c × L) est premier avec N.

De plus, le carré ainsi construit est diabolique si : 
1. (C + L) et (c + l) sont tous deux premiers avec N (les diagonales brisées allant de la gauche en haut à la droite en bas égalent la constante magique), et
2. (C – L) et (c – l) sont tous deux premiers avec N (les diagonales brisées allant de la droite en haut à la gauche en bas égalent la constante magique).

Par exemple, la méthode de construction proposée par le Byzantin Manuel Moschopoulos, dite « parcours en cavalier d'échecs », se représente par le vecteur déplacement (1, 2) et le vecteur collision (1 + 1, 2 – 2) = (2, 0).

#### Méthode du losange
Les nombres impairs sont inscrits de manière à former un losange au « centre » du carré, d'où le nom de la méthode publiée par John Horton Conway,.
| - 1. Les nombres impairs 1, 3 et 5 sont inscrits selon une diagonale montante qui va de gauche à droite. 2. Les nombres pairs 2 et 4 sont ensuite inscrits pour compléter la diagonale brisée. 3. « Descendre » à la prochaine diagonale. 4. Recommencer avec les nombres suivants. - Le résultat final est un carré magique dont la constante est 65. |

#### Méthode calculatoire
On part de la matrice
{\displaystyle P={\begin{bmatrix}1&1&1&\dots &1\\2&2&2&\dots &2\\3&3&3&\dots &3\\\vdots &\vdots &\vdots &\ddots &\vdots \\n&n&n&\dots &n\\\end{bmatrix}}}
et on note donc {\displaystyle P^{T}} sa transposée, et Un la matrice carrée composée uniquement de 1 de taille n. On pose les matrices {\displaystyle A=(P+P^{T}+{\frac {n-3}{2}}U_{n}){\mod n}} et {\displaystyle B=(P+2P^{T}-2U_{n})\mod n}.
Alors le carré magique s'obtient avec {\displaystyle M=nA+B+U_{n}}
Soit pour chaque élément de la matrice {\displaystyle M} :
{\displaystyle M_{i,\ j}=nA_{i,\ j}+B_{i,\ j}=n\left(I_{i,\ j}+I_{j,\ i}+{\frac {n-3}{2}}\right)\mod n+\left(P_{i,\ j}+2P_{j,\ i}-2\right)\mod n+1}
Soient les indices {\displaystyle i} et {\displaystyle j} variant de 1 à n, ainsi {\displaystyle P_{i,\ j}=i}
{\displaystyle M_{i,\ j}=n\left(\left(i+j+{\frac {n-3}{2}}\right)\mod n\right)+\left(i+2j-2\right)\mod n+1}

#### Méthode de spectacle
Cette méthode, dite « de spectacle » est l'une des méthodes utilisées par les mentalistes et les magiciens dans leurs spectacles, où l'effet consiste à écrire en quelques secondes le carré magique du nombre donné par un spectateur. Cette méthode a deux contraintes :
- Elle est applicable uniquement à partir du nombre 25, mais il n'y a pas de maximum imposé.
- Elle ne fonctionne que pour un carré magique d'ordre 4.

Le tour est présenté par le magicien, qui demande un nombre n supérieur à 24 (ou bien il utilise des méthodes d'influence psychologiques), avec par exemple le nombre 49. Il faut alors soustraire 24 au nombre choisi n - 24 (49 - 24 = 25).
Juste après, le magicien prend (ou bien écrit sur le moment) un carré magique prérempli, qui utilise une certaine logique expliquée juste après :
| 1  | 15 | __ | 4  |
| __ | 6  | 7  | 9  |
| 8  | __ | 11 | 5  |
| 13 | 3  | 2  | __ |

La logique d'écriture de ce tableau est d'abord d'écrire les nombres de 1 à 16 dans l'ordre, de gauche à droite, le 1 pour la 1re case et le 16 pour la dernière, mais uniquement en remplissant les cases qui font partie des deux grandes diagonales (les cases 1, 4, 6, 7, 10, 11, 13 et 16) mais en laissant vide la 10 et la 16. Ensuite, il faut faire la même démarche mais en commençant par la dernière case (la 16) en la considérant comme 1 et inversement, cette fois en remplissant les cases qui ne font pas partie de la diagonale (cases 2, 3, 5, 8, 9, 12, 14 et 15) en laissant vierge les cases 12 et 14.
Pour terminer ce carré magique, il faut prendre le premier nombre calculé (25 dans l'exemple) et le placer sur la troisième ligne, deuxième colonne.
On remonte ensuite d'une ligne, à la première colonne, et on y ajoute n+2 (25 + 2 = 27). Première ligne, troisième colonne on place n+4, ou bien (n+2)+2 (27 + 2 = 29) et pour terminer on va à la quatrième ligne, quatrième colonne pour y mettre ((n+2)+2) +2, ou plus simplement n+6 (29 + 2 = 31).
Le carré magique d'ordre 4 est maintenant terminé.
Les manières de calculer sont :
- en ligne
- en colonne
- en diagonale
- le carré central (les 4 cases du centre)
- les carrés des coins (les 4 cases collées à chaque coin)
- les 4 cases extérieures (les 4 coins)

| 1  | 15 | 29 | 4  |
| 27 | 6  | 7  | 9  |
| 8  | 25 | 11 | 5  |
| 13 | 3  | 2  | 31 |

### Ordre pair
Créer des carrés magiques d’ordre pair est plus difficile. Certaines méthodes permettent de construire : 
1. des carrés magiques d'ordre double pair (divisible par 2 et par un nombre pair), par exemple : 
  1. méthode des permutations autour des diagonales[7].
  2. méthode de W. S. Andrews[20].
2. des carrés magiques d'ordre double impair (divisible par 2 et par un nombre impair), par exemple : 
  1. méthode LUX de John H. Conway[7].
  2. méthode de Coquard, obtenues à partir du carré numéroté dans l'ordre “naturel” en lui appliquant certaines transformations géométriques[21].
3. des carrés magiques dont l'ordre est divisible par 8, par exemple : 
  1. méthode de Benjamin Franklin[22].
4. des carrés magiques d'ordre pair, par exemple : 
  1. méthode de De La Hire[23].
  2. méthode de Strachey[24].

Selon Gérardin, la méthode de Strachey est la plus générale. Par contre, elle s'appuie sur des carrés magiques déjà construits et ne peut servir à construire des carrés magiques d'ordre 4. Par ailleurs, la méthode de Benjamin Franklin crée des carrés magiques possédant de multiples propriétés. Pour ces raisons, plusieurs méthodes seront présentées dans cette section. Ensemble, elles permettent de construire n'importe quel carré d'ordre pair.

#### Méthode des permutations autour des diagonales
Cette méthode sert à construire des carrés d'ordre double pair (4, 8, 12...). Elle se base sur l'observation que ces carrés « se laissent aisément couper et recouper par moitié », ils possèdent donc « des propriétés géométriques de symétrie » :
1. Soit une grille vide d'ordre N, celui-ci valant 4, 8, 12...
2. Dans cette grille, inscrire les nombres naturels dans l'ordre : 1, 2, 3... Il y a donc N2 nombres à inscrire (16, 64, 144...).
3. Le damier ainsi construit est composé de 1, 4, 9... sous-damiers d'ordre 4. Dans chacun de ces sous-damiers, tracer une ligne passant par les deux diagonales principales.
4. Remplacer chaque nombre n qui n'est pas recouvert par son complément qui vaut (N2 + 1) - n. Par exemple, pour un carré magique 8x8, N vaut 8, le complément de 2 est donc (82 + 1) - 2 = 65 - 2 = 63.

Construction d'un carré magique d'ordre 8. Dans le carré de gauche, les nombres naturels sont inscrits dans l'ordre. De plus, les diagonales principales de chaque sous-damier 4×4 sont recouvertes de lignes en pointillés. À droite, le carré final, magique, est inscrit. Chaque nombre qui n'était pas recouvert par une ligne en pointillés a été remplacé par son complément à 8 + 1 = 65.

#### Méthode de Strachey
Cette méthode, initialement publiée par Ralph Strachey et ensuite présentée sous une « forme élégante » par William H. Benson et Oswald Jacoby, permet de construire des carrés magiques d'ordre pair, mais elle ne permet pas de construire tous les carrés d'ordre pair. Cependant, le nombre de carrés magiques ainsi construits est très élevé. Par exemple, le nombre de carrés magiques d'ordre 5 s'élève à 275 305 224 et la méthode de Strachey permet de créer, au minimum, un carré magique d'ordre 10 à partir de chacun de ces carrés magiques.
Puisque le damier final est d'ordre pair, il est toujours divisible en quatre sous-damiers que nous nommons A, B, A' et B'. Soit N l'ordre du carré magique.

#### Si N est simple paire
1. Poser N = 2 × (2n + 1).

Dernières étapes menant à un carré magique d'ordre 10.
8. Chaque case est multipliée par 10 ÷ 4 = 25.
9. Un carré magique d'ordre 5 a été choisi (et son image a été inscrite).
10. Les cases des carrés magiques sont additionnées.
11. Le résultat apparaît.

2. Dans le sous-damier A, la diagonale qui va du haut à gauche en bas à droite contient exactement n + 1 fois le nombre 3.
3. Chaque rangée du sous-damier A contient exactement n fois le nombre 3. Les autres cases contiennent 0.
4. Dans le sous-damier A', remplir les cases « en miroir » (selon la ligne de séparation) en se basant sur les cases de A.
5. Dans le sous-damier B, la diagonale qui va du haut à droite en bas à gauche contient exactement n + 2 fois le nombre 2.
6. Chaque rangée du sous-damier B contient exactement n + 2 fois le nombre 2. Les autres cases contiennent le nombre 1.
7. Dans le sous-damier B', remplir les cases « en miroir » en se basant sur les cases de B.
Carrés servant à construire un carré magique d'ordre 10. Le carré est divisé en quatre parties égales.
1. Ici, 10 = 2 × (2n + 1). Donc, n = 2.
2. Dans le sous-damier A, la diagonale qui va du haut à gauche en bas à droite contient 3 fois le nombre 3.
3. Chaque rangée du sous-damier A contient 2 fois le nombre 3. Les autres cases contiennent 0.
4. Le sous-damier A étant rempli, remplir le sous-damier A' « en miroir » (la ligne de séparation fait office de miroir en quelque sorte).
5. Dans le sous-damier B, la diagonale qui va du haut à droite en bas à gauche contient également 4 fois le nombre 2.
6. Chaque rangée du sous-damier B contient 4 fois le nombre 2.

Carrés servant à construire un carré magique d'ordre 10. Le carré est divisé en quatre parties égales.
1. Ici, 10 = 2 × (2n + 1). Donc, n = 2.
2. Dans le sous-damier A, la diagonale qui va du haut à gauche en bas à droite contient 3 fois le nombre 3.
3. Chaque rangée du sous-damier A contient 2 fois le nombre 3. Les autres cases contiennent 0.
4. Le sous-damier A étant rempli, remplir le sous-damier A' « en miroir » (la ligne de séparation fait office de miroir en quelque sorte).
5. Dans le sous-damier B, la diagonale qui va du haut à droite en bas à gauche contient également 4 fois le nombre 2.
6. Chaque rangée du sous-damier B contient 4 fois le nombre 2.

8. Multiplier chaque case par le quart de N2.
9. Choisir n'importe quel carré magique d'ordre 2n + 1 (impair).
10. Créer une image « miroir » de ce carré et la glisser sous le carré magique initial, formant ainsi un rectangle vertical.
11. Additionner les cases de ce rectangle aux cases des sous-damiers A, B, A' et B'.

Carrés servant à construire un carré magique d'ordre 8. Se reporter aux explications du carré magique 10x10 construit par la même méthode pour plus de détails.
A. Ici, 8 = 2 × (2n). Donc, n = 2.
B. Dans le sous-damier A, la diagonale qui va du haut à gauche au bas à droite contient 2 fois le nombre 3.
C. Chaque rangée du sous-damier A contient 2 fois le nombre 3. Les autres cases contiennent 0.
D. Dans le sous-damier B, la diagonale qui va du haut à droite au bas à gauche contient 2 fois le nombre 2.
E. Chaque rangée du sous-damier B contient également 2 fois le nombre 2.
F. Un carré magique d'ordre 4 est choisi et son image apparaît en dessous.
G. N = 64. Son quart vaut 16.
H. Calculer la valeur de la première case : 0 × 16 + 14 = 14, puis de la deuxième, 3 × 16 + 3, etc.
I. Le carré final est magique.

12. Le carré final est magique.

Si N double paire
1. Poser N = 2 × (2n)[note 5].
2. Dans le sous-damier A, la diagonale qui va de haut à gauche en bas à droite contient exactement n fois le nombre 3.
3. Chaque rangée du sous-damier A contient exactement n fois le nombre 3. Les autres cases contiennent 0.
4. Dans le sous-damier A', remplir les cases « en miroir » (selon la ligne de séparation) en se basant sur les cases de A.
5. Dans le sous-damier B, la diagonale qui va de haut à droite en bas à gauche contient exactement n fois le nombre 2.
6. Chaque rangée du sous-damier B contient exactement n fois le nombre 2. Les autres cases contiennent le nombre 1.
7. Dans le sous-damier B', remplir les cases « en miroir » en se basant sur les cases de B.
8. Multiplier chaque case par le quart de N2.
9. Choisir n'importe quel carré magique d'ordre 2n (pair).
10. Créer une image « miroir » de ce carré et la glisser sous le carré magique initial, formant ainsi un rectangle vertical.
11. Additionner les cases de ce rectangle aux cases des sous-damiers A, B, A' et B'.
12. Le carré final est magique.

### Permutations des colonnes et des rangées
Par convention, la rotation ou la réflexion d'un carré magique ne crée pas de nouveau carré. En revanche, en « échangeant deux colonnes et deux lignes (symétriquement placés par rapport au centre) d'un carré magique, on obtient un nouveau carré magique, cousin en quelque sorte du carré initial ». Cette méthode de permutations des colonnes et des rangées est valable tant pour les carrés d'ordre pair qu'impair.

Un carré magique d'ordre 4 est utilisé pour démontrer comment permuter des colonnes et des rangées dans le but d'obtenir un nouveau carré magique.

### Méthode des enceintes
En entourant un carré magique non normal d'une enceinte, c'est-à-dire d'une rangée de cases, il est possible de créer un carré magique normal. Cette méthode est due à Frénicle,,. Pour les besoins de l'explication, nous travaillerons avec deux carrés magiques de taille définie, mais la méthode est relativement facile à généraliser :
1. Choisir un carré magique normal d'ordre 3. Appelons-le « carré central ».
2. Entourer le carré central d'une rangée de cases vides, elles forment l'enceinte.
3. Le carré magique à enceinte sera d'ordre 3 + 2 = 5, car l'enceinte borde au complet le carré central. Appelons-le « carré à enceinte ».
4. Le nombre de cases dans le carré central est 32, alors qu'il est (3 + 2)2 dans le carré à enceinte. L'enceinte contiendra donc 25 – 9 = 16 cases.
5. En « passant » d'un carré 3×3 à un carré 5×5, la constante magique doit passer de 15 à 65.
6. Sachant qu'il faut placer la suite de nombres 1, 2... 23, 24, 25 dans le carré à enceinte et observant que la constante magique a augmenté de 50, il faut modifier les nombres dans le carré central. Avant de procéder, une observation supplémentaire s'impose. La méthode ne fonctionne que si les nombres du carré central sont « au milieu » de la suite de nombres, c'est-à-dire 9, 10, 11... La valeur exacte à ajouter à chaque nombre du carré central est 2×(32 – 1) = 16. Le carré ainsi produit est non normal, mais est toujours magique.
7. Il reste à placer les « extrêmes » de la suite 1, 2, 3... 8 et 18, 19 ... 25. Avant de procéder, une observation va éliminer plusieurs possibilités. La constante magique du carré central non normal est 15 + 3×8 = 39. La constante magique du carré à enceinte est de 65. La différence, 65 – 39 = 26, doit provenir des cases dans l'enceinte. Or, les seules sommes pouvant donner ce résultat sont 1 + 25, 2 + 24… Ces paires doivent donc être placées de façon symétrique relativement au centre du carré.
8. En ce qui concerne l'arrangement des nombres dans les colonnes et les rangées de l'enceinte, le lecteur peut procéder par essai et erreur. Pour des carrés magiques à enceinte plus grands, il est préférable d'utiliser une méthode systématique (voir par exemple Benson et Jacoby 1976).

Chaque case du carré magique 3×3 à gauche est augmenté de 8, ce qui donne le carré magique non normal au milieu. Ensuite, ce carré est entouré d'une enceinte. Dans celle-ci, la somme de chaque terme et de son symétrique (par rapport au centre) vaut 26. Le carré au centre étant déjà magique, l'enceinte ainsi construite permet de créer un nouveau carré magique.

### Méthode proposée par Claude Bégin
Pour construire un carré magique d’ordre n > 2, la méthode proposée par Claude Bégin convient aussi bien aux carrés d’ordres pairs que d’ordres impairs. Elle consiste à construire trois carrés magiques linéairement indépendants A, B et C, de même ordre. La construction du carré A varie selon que l’ordre est impair, pair multiple de 4 ou pair non multiple de 4. Le carré B est toujours la rotation de -90° du carré A. Le carré C est un carré trivial qui contient l’entier 1 dans toutes ses cases.
Le carré magique qui en résulte a alors la forme t A + r B + a C où t, r et a sont des nombres réels. Un tel carré est arithmétique et pour un ordre impair ou pair multiple de 4, il est associatif.

## Exemples

### Ordre 4
| 16 | 3  | 2  | 13 |
| 5  | 10 | 11 | 8  |
| 9  | 6  | 7  | 12 |
| 4  | 15 | 14 | 1  |

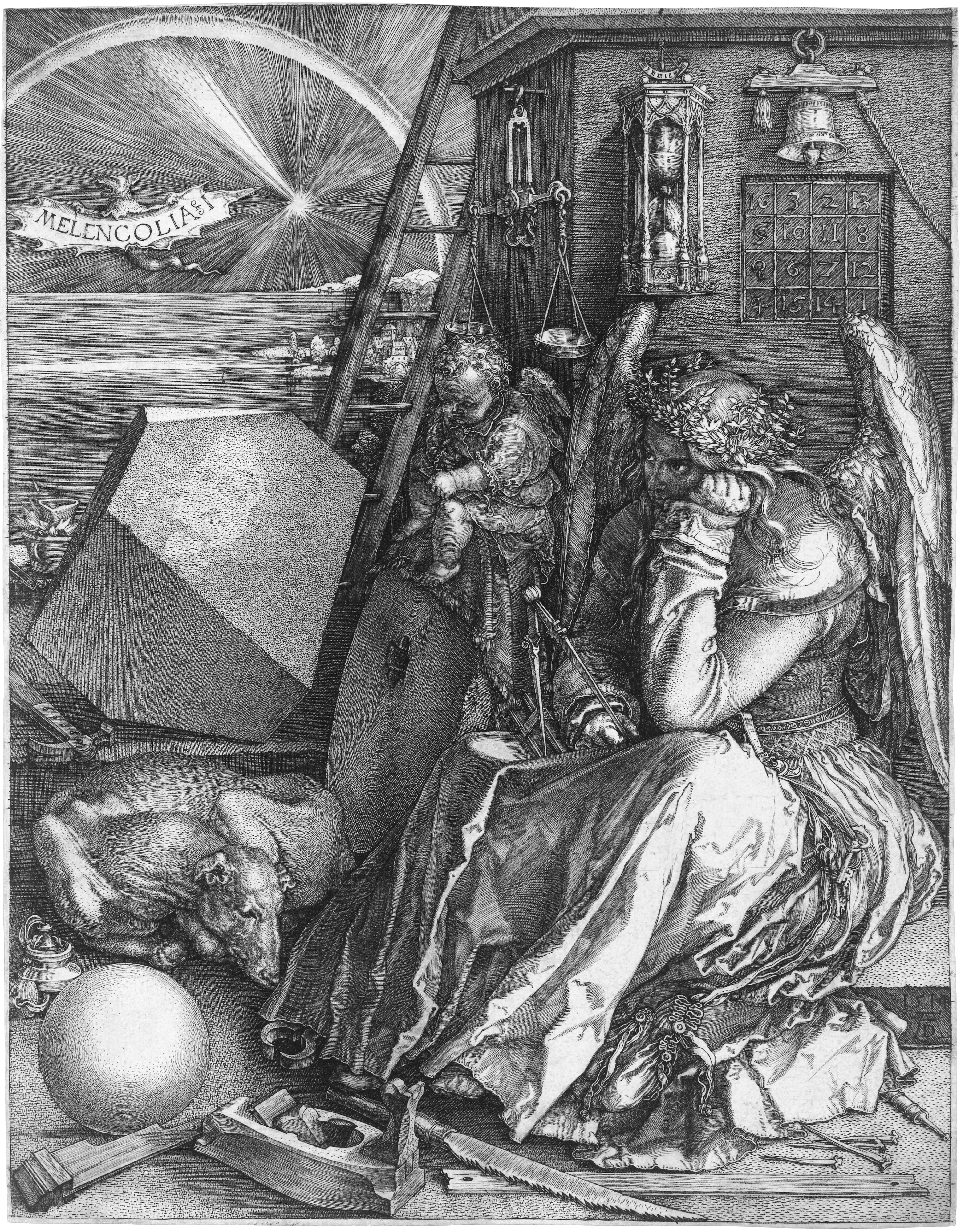
Melencolia de Dürer, contenant le carré magique d'ordre 4 ci-contre.

Ce carré magique était connu du peintre allemand Albrecht Dürer, qui l'a inclus dans sa gravure Mélancolie. Il est combiné de telle sorte que pris horizontalement, verticalement ou en diagonale, la somme des nombres considérés est 34, ainsi d'ailleurs que la somme des quatre nombres figurant dans les quatre cases centrales ou encore dans les quatre cases d'angle. Il existe un très grand nombre de possibilités de trouver, dans le carré de Dürer, le nombre 34. Ainsi prendre les quatre coins, essayer de nouveau en prenant chaque case suivant directement un coin dans le sens des aiguilles d'une montre. Les trouver toutes prend un temps certain. Dürer réussit également à faire figurer dans les deux cases centrales de la rangée du bas la date (1514) de son œuvre.

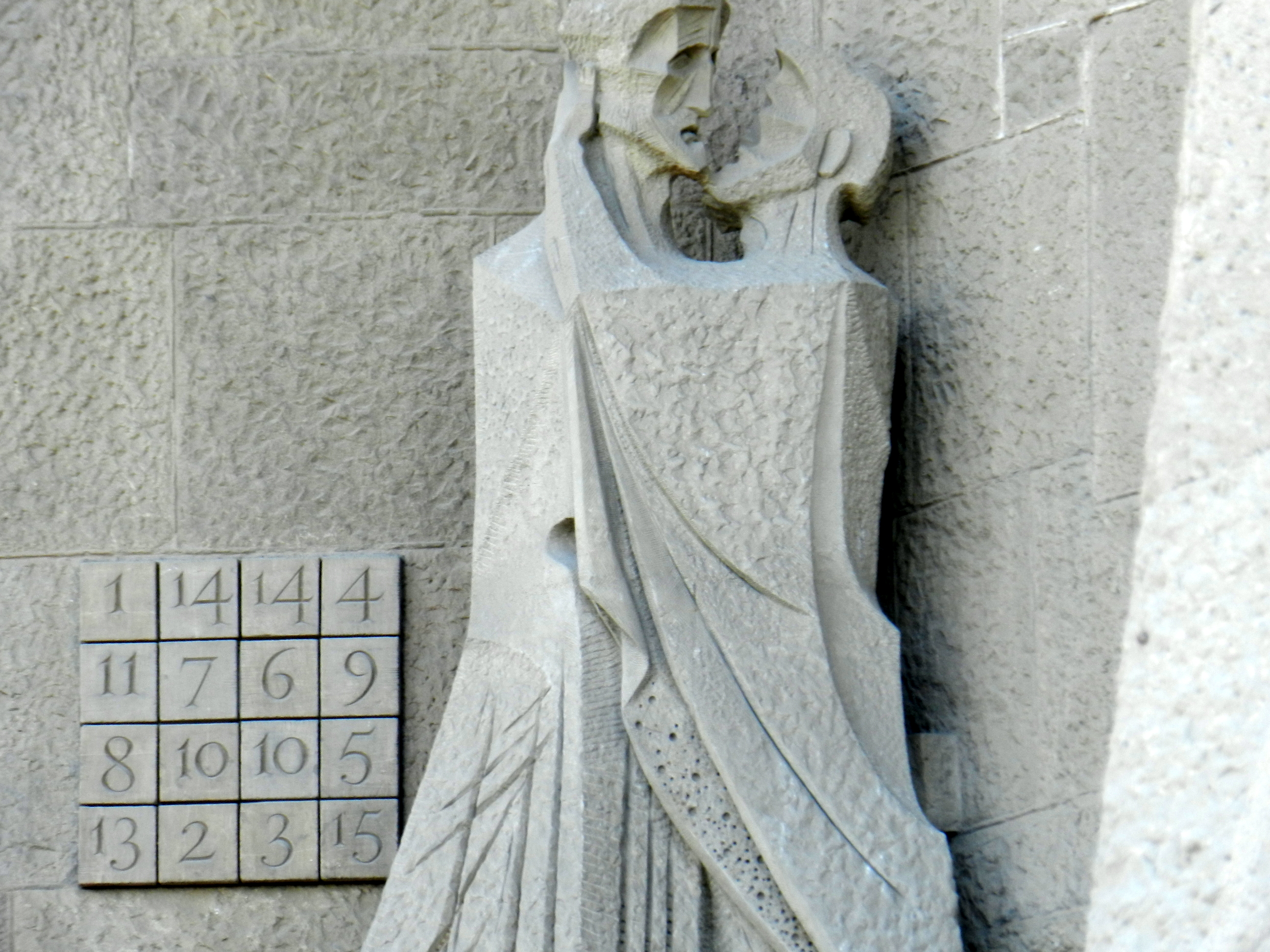
Carré magique sur la façade de la Passion de la Sagrada Familia à Barcelone.

La façade de la Passion de la basilique la Sagrada Familia à Barcelone montre un carré magique d'ordre 4 sculpté par Josep Maria Subirachs à côté du baiser de Judas, quelquefois appelé cryptogramme de Subirachs. La constante magique correspond à 33, l'âge du Christ à sa mort. Le carré est semblable à une variante de celui de Dürer (obtenue par rotation d'un demi tour autour du centre), dont quatre cellules (15,12,11,16) ont été réduites de 1 .
| 1  | 14 | 14 | 4  |
| 11 | 7  | 6  | 9  |
| 8  | 10 | 10 | 5  |
| 13 | 2  | 3  | 15 |

Il ne respecte toutefois pas les règles habituelles du carré magique, avec deux nombres (10 et 14) utilisés deux fois et deux autres nombres (12 et 16) qui sont absents.

### Ordre 5
| 17 | 24 | 1  | 8  | 15 |
| 23 | 5  | 7  | 14 | 16 |
| 4  | 6  | 13 | 20 | 22 |
| 10 | 12 | 19 | 21 | 3  |
| 11 | 18 | 25 | 2  | 9  |

Ce carré magique est « semi-diabolique » car la somme de 65 se retrouve sur toutes les diagonales brisées allant de gauche à droite. Exemple : 15 + 23 + 6 + 19 + 2 = 65. Si les diagonales brisées allant de droite à gauche présentaient cette même somme magique, le carré serait dit « diabolique ». Il en existe d'ailleurs de nombreux.

### Ordre 6
| 6  | 32 | 3  | 34 | 35 | 1  |
| 7  | 11 | 27 | 28 | 8  | 30 |
| 19 | 14 | 16 | 15 | 23 | 24 |
| 18 | 20 | 22 | 21 | 17 | 13 |
| 25 | 29 | 10 | 9  | 26 | 12 |
| 36 | 5  | 33 | 4  | 2  | 31 |

L'ordre 6 est le plus petit ordre impairement pair pour lequel il existe des carrés magiques. Le carré « du Soleil », représenté ci-dessus, est un tel carré magique : il figurait notamment (avec une erreur) sur une médaille offerte à Louis XIV par le duc d’Aumont. Dans ce carré, chacune des deux diagonales suit une progression arithmétique, de pas 5 pour l'une (suite de 6 à 31) et 7 pour l'autre (suite de 1 à 36). En 2020, Roland Coquard a proposé une méthode permettant de construire des carrés magiques normaux pour tout ordre pairement impair (autre que 2), qui redonne le carré du Soleil pour l'ordre 6. À noter que dans le carré du Soleil, comme pour tous les carrés magiques normaux d'ordre 6, la somme de tous les nombres est 1 + 2 + … + 36 = 666.

### Ordre 8
| 52 | 61 | 4  | 13 | 20 | 29 | 36 | 45 |
| 14 | 3  | 62 | 51 | 46 | 35 | 30 | 19 |
| 53 | 60 | 5  | 12 | 21 | 28 | 37 | 44 |
| 11 | 6  | 59 | 54 | 43 | 38 | 27 | 22 |
| 55 | 58 | 7  | 10 | 23 | 26 | 39 | 42 |
| 9  | 8  | 57 | 56 | 41 | 40 | 25 | 24 |
| 50 | 63 | 2  | 15 | 18 | 31 | 34 | 47 |
| 16 | 1  | 64 | 49 | 48 | 33 | 32 | 17 |

Ce carré magique d'ordre 8 publié par Benjamin Franklin possède plusieurs propriétés. La somme des carrés d'une même ligne est de 260 alors que la somme des quatre premières cases est de 130. Une ligne à 45° partant de la colonne de gauche et traversant les quatre premières colonnes, pour redescendre ensuite jusqu'à la colonne de droite, rencontre huit nombres d'un total de 260, quantité qui se retrouve en additionnant les nombres des cases extrêmes et des quatre cases centrales. La somme des nombres des cases de 16 carrés juxtaposés pour former l'ensemble de la figure est 130 ; ce nombre se retrouve en additionnant les chiffres de quatre cases quelconques équidistantes du centre.
Il est également  possible de réaliser un carré magique d'ordre 8  en effectuant un parcours de case en case selon les règles de déplacement du cavalier du jeu d'échecs.
| 1  | 8  | 53 | 52 | 45 | 44 | 25 | 32 |
| 64 | 57 | 12 | 13 | 20 | 21 | 40 | 33 |
| 2  | 7  | 54 | 51 | 46 | 43 | 26 | 31 |
| 63 | 58 | 11 | 14 | 19 | 22 | 39 | 34 |
| 3  | 6  | 55 | 50 | 47 | 42 | 27 | 30 |
| 62 | 59 | 10 | 15 | 18 | 23 | 38 | 35 |
| 4  | 5  | 56 | 49 | 48 | 41 | 28 | 29 |
| 61 | 60 | 9  | 16 | 17 | 24 | 37 | 36 |

Ce carré magique d'ordre 8 publié par le général Cazalas est un carré diabolique car les diagonales brisées donnent la somme caractéristique : 260. De plus, chaque sous-carré de deux sur deux a un total de 130, ce qui en fait un carré « hyper-magique ».
| 60 | 6  | 11 | 53 | 44 | 22 | 27 | 37 |
| 13 | 51 | 62 | 4  | 29 | 35 | 46 | 20 |
| 54 | 12 | 5  | 59 | 38 | 28 | 21 | 43 |
| 3  | 61 | 52 | 14 | 19 | 45 | 36 | 30 |
| 58 | 8  | 9  | 55 | 42 | 24 | 25 | 39 |
| 15 | 49 | 64 | 2  | 31 | 33 | 48 | 18 |
| 56 | 10 | 7  | 57 | 40 | 26 | 23 | 41 |
| 1  | 63 | 50 | 16 | 17 | 47 | 34 | 32 |

Ce carré panmagique d'ordre 8 publié par Willem Barink présente (presque) toutes les propriétés panmagiques concevables. Aussi les 4 quadrants du carré sont des carrés panmagiques. Les diagonales partielles et les diagonales franklines (redescendant chez les diamètres) ont un total de 260 : 18 + 25 + 45 + 38 + 59 + 52 + 8 + 15. De plus, il y a seulement deux sommes pour les paires de nombres consécutifs dans les lignes horizontales (66, 64) et les lignes verticales (73, 57).

### Ordre 12
| 138 | 8   | 17  | 127 | 114 | 32  | 41  | 103 | 90 | 56 | 65 | 79 |
| 19  | 125 | 140 | 6   | 43  | 101 | 116 | 30  | 67 | 77 | 92 | 54 |
| 128 | 18  | 7   | 137 | 104 | 42  | 31  | 113 | 80 | 66 | 55 | 89 |
| 5   | 139 | 126 | 20  | 29  | 115 | 102 | 44  | 53 | 91 | 78 | 68 |
| 136 | 10  | 15  | 129 | 112 | 34  | 39  | 105 | 88 | 58 | 63 | 81 |
| 21  | 123 | 142 | 4   | 45  | 99  | 118 | 28  | 69 | 75 | 94 | 52 |
| 130 | 16  | 9   | 135 | 106 | 40  | 33  | 111 | 82 | 64 | 57 | 87 |
| 3   | 141 | 124 | 22  | 27  | 117 | 100 | 46  | 51 | 93 | 76 | 70 |
| 134 | 12  | 13  | 131 | 110 | 36  | 37  | 107 | 86 | 60 | 61 | 83 |
| 23  | 121 | 144 | 2   | 47  | 97  | 120 | 26  | 71 | 73 | 96 | 50 |
| 132 | 14  | 11  | 133 | 108 | 38  | 35  | 109 | 84 | 62 | 59 | 85 |
| 1   | 143 | 122 | 24  | 25  | 119 | 98  | 48  | 49 | 95 | 74 | 72 |

Ce carré panmagique d'ordre 12 publié par Willem Barink (constante de 870) contient presque toutes les propriétés panmagiques concevables, sauf les diagonales franklines. Le carré se compose de 9 carrés 4×4 panmagiques. Commençant à une case impaire dans une ligne, la somme de 4 nombres consécutifs est 290 (= 1/3 de la somme totale de la ligne). Suivant l'installation des nombres 1, 2, 3, 4... 144, la figure symétrique est de forme identique à celle du carré panmagique 8×8 ci-dessus. On peut construire tous les carrés d'ordre 4k suivant cette symétrie.

### Carrés magiques premiers
| 2 087 | 2 633 | 2 803 | 2 753 | 3 389 |
| 2 843 | 2 729 | 3 347 | 2 099 | 2 647 |
| 3 359 | 2 113 | 2 687 | 2 819 | 2 687 |
| 2 663 | 2 777 | 2 699 | 3 373 | 2 153 |
| 2 713 | 3 413 | 2 129 | 2 621 | 2 789 |

Les carrés magiques peuvent également être intégralement constitués de nombres premiers comme dans l'exemple ci-dessus, qui est de plus un carré diabolique du fait que de nombreuses symétries y figurent (entre autres, croix pleines et déliées, en diagonale et en verticale, ainsi que les translations horizontales et verticales de toutes celles-ci). La constante magique est 13 665.
| 1 480 028 159 | 1 480 028 153 | 1 480 028 201 |
| 1 480 028 213 | 1 480 028 171 | 1 480 028 129 |
| 1 480 028 141 | 1 480 028 189 | 1 480 028 183 |

Avant 1988, on s’est souvent demandé s’il existait un carré premier parfait pour l’ordre 3. C’est Harry L. Nelson (en) qui a trouvé le premier carré premier parfait d’ordre 3 en 1988 à l’aide d’un ordinateur Cray (en 1988, il en a trouvé 22 en tout). Nelson n’a peut-être pas procédé de façon exhaustive contrairement au Polonais Arkadiusz Wesolowski qui en trouva 27 en avril 2015 dont les 22 de Nelson. Wesolowski en a donc trouvé 5 nouveaux.
À l’aide d’un programme dans MAPLE construit par Claude St-Hilaire, Claude Bégin trouva de façon exhaustive les 8 premiers carrés premiers parfaits d’ordre 3. Il montra ainsi qu’il n’y en a aucun avant le plus petit, ce que Wesolowski a également montré.
Pour trouver des nouveaux carrés premiers parfaits, alors il faut donc chercher au-delà du 27e carré de la liste des 27 carrés premiers parfaits de Wesolowski.
Du 20 avril 2020 au 26 juillet 2020, Claude Bégin trouva 23 nouveaux carrés premiers parfaits d’ordre 3. Le procédé utilisé n’est pas exhaustif et consiste à trouver à l’aide de trois p-générateurs de nombreux carrés premiers (au moins 541) dont 48 sont premiers parfaits, incluant les 23 nouveaux de Bégin. Ceux-ci peuvent alors être notés (28) à (50) pour les ajouter à la suite des 27 de Wesolowski, notés de (1) à (27). Ainsi nous avons 50 carrés premiers parfaits d’ordre 3 connus en date du 27 juillet 2020.
Un p-générateur est un carré premier presque normal tel qu’en ajoutant un même entier dans toutes ses cases, nous obtenions un nouveau carré premier. Voici les carrés premiers parfaits (28) et (41) :
| 103 987 093 601 | 103 987 093 607 | 103 987 093 559 |
| 103 987 093 547 | 103 987 093 589 | 103 987 093 631 |
| 103 987 093 619 | 103 987 093 571 | 103 987 093 577 |

Il aura fallu environ 245 heures à Bégin avec un ordinateur PC sous Windows 10 utilisant l’application MATHEMATICA pour obtenir le carré (41).
| 316 653 447 389 | 316 653 447 413 | 316 653 447 311 |
| 316 653 447 293 | 316 653 447 371 | 316 653 447 449 |
| 316 653 447 431 | 316 653 447 329 | 316 653 447 353 |

## Applications

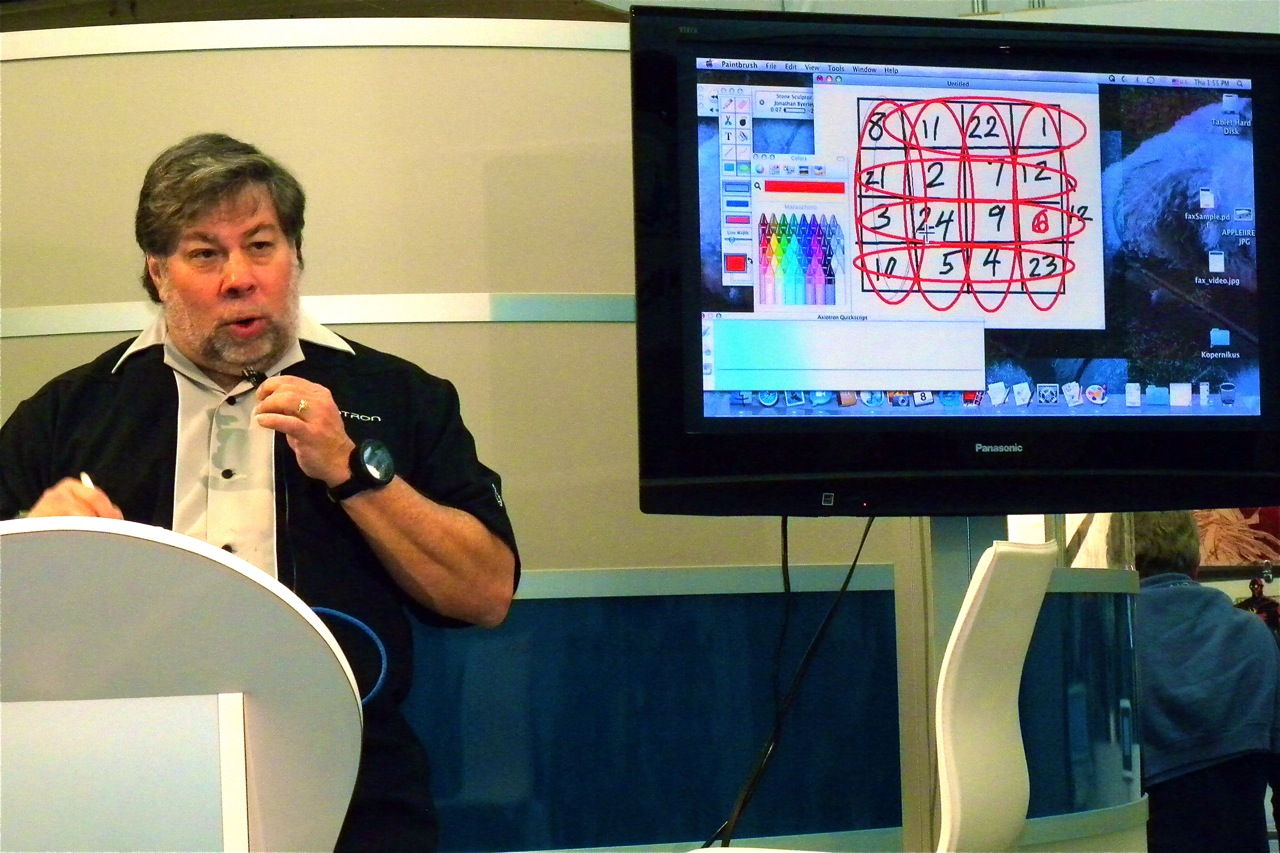
Au Macworld Expo 2009, Steve Wozniak, cofondateur d'Apple, a construit un carré magique à partir d'un nombre proposé au hasard et utilisé par lui comme constante magique.

En mentalisme, certains artistes construisent des carrés magiques lors de leur spectacle. Un spectateur pense ou dit un nombre, l'artiste fait un carré magique en quelques secondes.
Les carrés magiques trouvent des applications dans les plans d'expériences. Il s'agit d'effectuer, par exemple, des expériences biologiques sur cinq variétés de plantes soumises à l'application de cinq engrais différents. La croissance des plantes est également influencée par le sol, aux caractéristiques variables, dans laquelle elles poussent. Pour minimiser l'influence du sol, il faut faire intervenir au maximum le hasard. Un carré magique d'ordre 5 facilite de beaucoup cette exigence. Chaque plante reçoit un identifiant numérique entre 0 et 4 (p), de même pour chaque engrais (e). Chaque paire (p, e) est assignée à une parcelle du terrain, préalablement divisé en 5 × 5 = 25 parcelles, selon cette formule : 5 × p + e + 1 (par exemple, pour la plante no 3 et l'engrais no 2, nous avons 5 × 3 + 2 + 1 = 18). Cette technique peut être appliquée, par exemple, à la mise au point d'une famille de nouveaux vaccins.

## Glossaire
Cette section liste différentes définitions qui permettent de mieux comprendre les explications de l'article, :
- Carré
  - additif-multiplicatif : carré magique dont le produit selon chaque rangée, chaque colonne et chaque diagonale principale est un nombre constant.[40]
  - A-Dürer : carré Dürer associatif[41].
  - antimagique : suivre ce lien interne.[42]
  - arithmétique : carré magique tel que ses n² nombres peuvent être disposés sous la forme d’un tableau arithmétique. Dans un tableau arithmétique, les nombres forment n suites arithmétiques horizontales de raison r et n suites arithmétiques verticales de raison t.[43]
  - associatif : carré magique tel que la somme de deux cases symétriques par rapport au centre du carré est toujours égale 2S/n; S est la somme magique, n est l’ordre du carré[44].
  - bimagique : carré magique qui le demeure en élevant au carré tous ses éléments (en date d'août 2010, ce n'est possible qu'à partir de l'ordre 6)[45].
  - diabolique : carré magique dont toutes les diagonales brisées sont des figures magiques. Il n’existe aucun carré magique d’ordre 3 qui soit diabolique. De plus, il n’existe aucun carré magique normal qui soit diabolique si l’ordre est 4 k + 2.[46]. Dans « Carrés Magiques : nouveaux Horizons », on réserve le nom de diabolique à une certaine classe de carrés magiques d'ordre 4[47].
  - Dürer : carré magique d’ordre 4 caractérisé par 24 figures magiques[48].
  - magique normal : carré magique d'ordre n > 2 qui renferme tous les nombres entiers de 1 à n².
  - pandiagonal : carré magique dont toutes les diagonales brisées sont des figures magiques[49].
  - panmagique : voir carré diabolique.
  - premier : carré magique formé uniquement de nombres premiers[50].
  - premier parfait : carré premier formé de n² nombres premiers consécutifs[50].
  - presque normal : carré magique qui ne contient que des entiers > 0, tous différents[51].
  - semimagique : carré magique dont seules les colonnes et les rangées donnent la constante magique.
  - trimagique : carré magique qui le demeure en élevant au carré ou au cube tous ses éléments (en date d'août 2010, ce n'est possible qu'à partir de l'ordre 12)[52].
  - trivial : carré magique qui renferme le même nombre dans toutes ses cases[51].
- Constante magique : somme des termes selon un axe (horizontal, vertical ou diagonal). On dit aussi somme magique.
- Diagonale brisée principale : dans un carré d’ordre n, il s’agit de deux petites diagonales parallèles à la diagonale principale, situées de part et d’autre de celle-ci et dont le nombre total de cases est n.[53]
- Diagonale principale : diagonale qui est formée des cases (1 ; 1) à (n ; n). Rappelons que la case (i ; j) est celle qui se trouve à l’intersection de la i-ème rangée et de la j-ème colonne[53].
- Diagonale brisée secondaire : dans un carré d’ordre n, il s’agit de deux petites diagonales parallèles  à la diagonale secondaire, situées de part et d’autre de celle-ci et dont le nombre total de cases est n.[53]
- Diagonale secondaire : diagonale qui est formée des cases (1 ; n) à (n ; 1)[53].
- Dimension : voir Ordre.
- Figure magique : dans un carré magique d’ordre n, groupe de n cases distinctes dont la somme est la somme magique S.
- Grandes diagonales : les diagonales principale et secondaire[53].
- Ordre : nombre de colonnes (ou de rangées).
- Somme magique : unique nombre S qui est la somme des nombres de chaque rangée, de chaque colonne et de chaque grande diagonale. On dit aussi somme d'un carré M au lieu de somme magique d'un carré M lorsqu'il est clair que M est un carré magique. On dira aussi que S est la somme du carré magique M.[54]